# Hafslundsøy
Hafslundsøy est une île fluviale habitée de la commune de Sarpsborg,  dans le comté d'Østfold en Norvège.

## Description
L'île de 2,6 km2 est située au sud du fleuve Glomma se jetant dans le Skagerrak. C'est une zone urbaine de Sarpsborg très peuplée. L'île est reliée au continent par deux ponts routiers et d'une passerelle piétonne et cyclable. L'église de Hafslundsøy est une église moderne construite en 1995.
Avant la fusion municipale en 1992, Hafslundsøy appartenait à Tune, avec les trois autres municipalités Sarpsborg, Skjeberg et Varteig situées autour de l'île sur le continent et l'île de Tunøya.

## Galerie

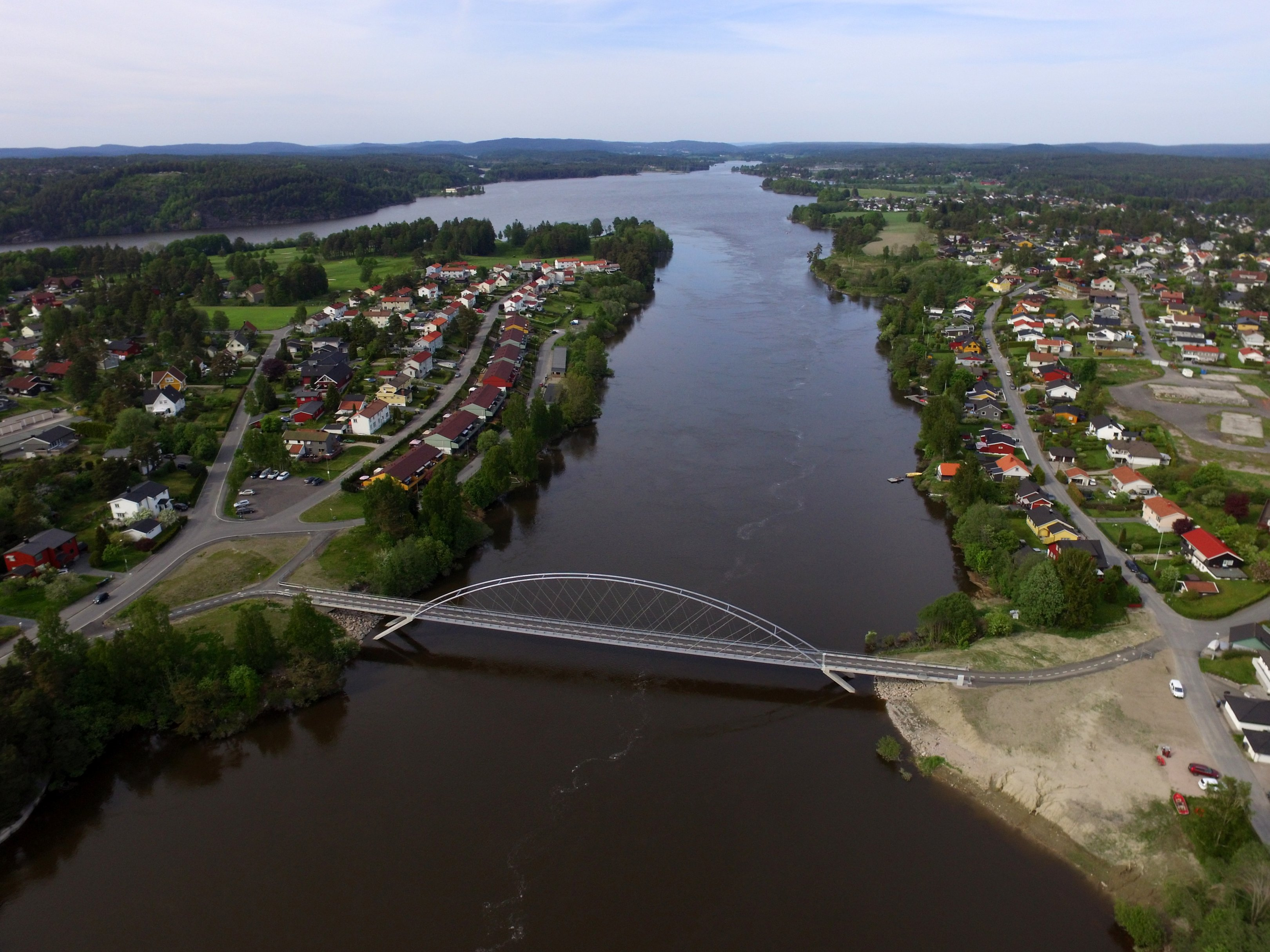
Passerelle cyclable
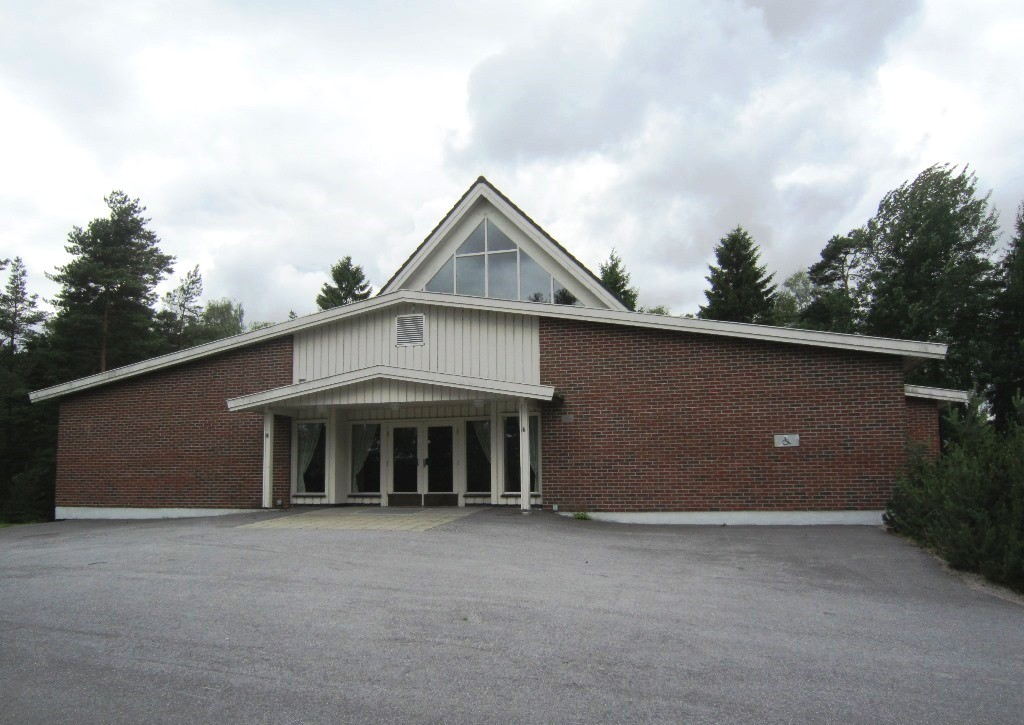
Église